# Peggy
Peggy（Programmer's Edit Gear、ペギー）は、Microsoft Windows向けのテキストエディタシリーズである。
Peggyシリーズには無償のPeggy Pad（ペギーパッド）、有償のPeggy、Peggy Pro（ペギープロ）、Peggy Pro for PHP（ペギープロフォーピーエッチピー）がある。

## 特徴
強力な色分け機能、プロジェクト単位での編集機能、バージョン管理ソフトとの連携等、さまざまな機能が搭載されている高機能エディタである。
強力な色分け機能はCやC++（Borland含む）、Fortran、COBOL、JAVA、PHP、RUBYといった有名な言語は勿論のこと、Z80、6809といった組み込み系言語やLaTexや常用漢字といったものまで対応している。
編集機能としてペギーにはプロジェクトというフォルダツリーをそのまま記憶する概念がある。そのためプログラミング等で、フォルダ階層を含む文章を編集しやすい特徴がある。
バージョン管理ソフトはVSS, Subversion, CVS, RCS に対応している。
扱える文字コードはShiftJIS、EUC、JIS、UTF-7、UTF-8、Unicode。読み込んだファイルの文字コードを自動判別するように設計されているようであるが、プロジェクトに登録していない日本語ファイルはコード判別に失敗するケースがあり、その場合ShiftJISとして表示される。
PHPスクリプトなどでは多言語対応のものが多くなってきているが、UTF-8で記述されていても、ドイツ語、フランス語、東欧の言語などウムラウトやチルダのついたアルファベットは表示できない（ISO8859-1の中でLatin Capital/Small Letterと表現される普通のアルファベットのみの表示に限られる）。また同様に中文、他のマルチバイト言語も表示できない。

## サポート
アンカーシステムズのホームページにPeggy用の掲示板、サポート会議室がある。

## 開発終了
- 2013年8月8日、サポート会議室にて、担当開発者の移籍による開発終了が告知されている。最終バージョンの販売のみ継続されている。
- 2014年4月23日、販売終了が告知された。最終販売は2014年5月30日着金分まで。